# 浮士德 (1926年电影)
{{Infobox film
| name           = 浮士德
| original_name  = 
| image          = Faust-1926-Poster-MGM.jpg
| caption        = 
| writer         = 汉斯·基瑟（Hans Kyser）
| director       = F·W·穆尔瑙
| cinematography = 卡尔·霍夫曼（Carl Hoffman）
| editing        = 
| distributor    = 乌发电影公司（德国）
米高梅（美国）
| released       = 
- 1926年9月14日（奥地利）
- 1926年12月5日（美国）

| runtime        = 106分钟
| language       = 默片
德语字幕
| country        = 魏玛共和国
| budget         = 二百万马克{{|1926|12|05|US|df=y}}
}}
《浮士德》（德語：Faust – Eine deutsche Volkssage）是一部於1926年上映的德国无声电影，由F·W·穆尔瑙导演，约斯塔·埃克曼、埃米爾·傑寧斯和卡米拉·霍恩主演。本片改编于德国浮士德传说以及歌德的戏剧，是导演穆尔瑙的最后一部德语电影，他随后离开德国到美国好莱坞发展。

## 演员
- 约斯塔·埃克曼饰演浮士德
- 埃米爾·傑寧斯饰演梅菲斯特
- 卡米拉·霍恩饰演格蕾琴
- 弗里达·理查德饰演格蕾琴的母亲
- 威廉·迪特勒饰演格蕾琴的兄弟瓦伦汀
- 伊薇特·吉尔贝饰演格蕾琴的阿姨玛莎
- 埃里克·巴克利饰演帕尔马公爵
- 汉娜·拉尔夫饰演帕尔马公爵夫人
- 沃纳·富特雷尔饰演大天使